# گمینا خوم شلانسکی
گمینا خوم شلانسکی (به لهستانی:  Gmina Chełm Śląski) یک گمینا در لهستان است که در شهرستان بیرونگ-لنجن واقع شده‌است. گمینا خوم شلانسکی ۲۳٫۳۳ کیلومتر مربع مساحت و ۵٬۸۶۲ نفر جمعیت دارد.